# Kevin Durand
Kevin Serge Durand (Thunder Bay, 1974. január 14. –) kanadai színész. 
Szerepelt a The Strain – A kór, a Sötét angyal és a Lost – Eltűntek című sorozatokban. Fontosabb filmjei közé tartozik az X-Men kezdetek: Farkas, A Kaptár – Megtorlás, a Légió, a Robin Hood, a Füstölgő ászokban, a Pillangó-hatás és A majmok bolygója: A birodalom. 
2012-ben a legjobb férfi mellékszereplőnek járó Genie-jelölést kapta Lenny Jackson alakításáért az Edwin Boyd című filmben.

## Fiatalkora
1974. január 14-én született az Ontario állambeli Thunder Bayben, Reina (született Perreault) és Serge Durand fiaként. Francia-kanadai származású.

## Pályafutása
Durand olyan sorozatokban játszott, mint a Sötét angyal, a The Strain – A kór, a Vikingek, az Ördögi nyomozó, a CSI: A helyszínelők, a CSI: Miami helyszínelők, a Vészhelyzet, a Nyomtalanul és a Haláli hullák.
2019-ben Nicolas Cage ellenfeleként szerepelt az Elszabadult fenevadak című akcióthrillerben.
2024 áprilisában Durand megerősítette, hogy rendezőként és forgatókönyvíróként debütál a The Hockey Player című filmmel, amelyet 2010 óta fejlesztve Adam MacDonalddal közösen ír. Szintén 2024-ben az Abigail, illetve A majmok bolygója: A birodalom című filmekben volt látható.
2025-ben Arthur Hillt alakította az Óvakodj a bohóctól című horrorfilmben. Ugyanebben az évben negatív mellékszerepben tűnt fel a Csupasz pisztoly akciófilmvígjátékban.

## Magánélete
2010. október 1-jén vette feleségül barátnőjét, Sandra Chót. Két lányuk van.

## Filmográfia

### Film
| Év   | Magyar cím                            | Eredeti cím                           | Szerep               | Magyar hang         |
| ---- | ------------------------------------- | ------------------------------------- | -------------------- | ------------------- |
| 1999 | KicsiKÉM – Austin Powers 2.           | Austin Powers: The Spy Who Shagged Me | Mesterlövész Joe     |                     |
| 1999 | Majd, ha fagy!                        | Mystery, Alaska                       | 'Tree' Lane          | Ifj. Jászai László  |
| 2002 | Kutyám, Jerry Lee 3.                  | K-9: P.I.                             | Verner ügynök        | Imre István         |
| 2004 | Pillangó-hatás                        | The Butterfly Effect                  | Carlos               | Seder Gábor         |
| 2004 | Scooby-Doo 2. – Szörnyek póráz nélkül | Scooby-Doo 2: Monsters Unleashed      | Black Knight Ghost   |                     |
| 2004 | Emelt fővel                           | Walking Tall                          | Booth                | Király Attila       |
| 2006 | Gagyi mami 2.                         | Big Momma's House 2                   | Oshima               | Hegedüs Miklós      |
| 2006 | Füstölgő ászok                        | Smokin' Aces                          | Jeeves Tremor        | Betz István         |
| 2007 | Faterok motoron                       | Wild Hogs                             | Red                  | Barabás Kiss Zoltán |
| 2007 |                                       | Throwing Stars                        | Reed                 |                     |
| 2007 | Börtönvonat Yumába                    | 3:10 to Yuma                          | Tucker               | Tóth Roland         |
| 2007 |                                       | Stars                                 | Carl                 |                     |
| 2008 |                                       | Greener Mountains                     | Three-toe            |                     |
| 2008 |                                       | The Echo                              | Walter               |                     |
| 2008 | Szárnyas teremtmények                 | Winged Creatures                      | Bagman               |                     |
| 2009 | X-Men kezdetek: Farkas                | X-Men Origins: Wolverine              | Fred Dukes / Pacák   | Sarádi Zsolt        |
| 2009 | Otis E.                               | Otis E.                               | Otis                 |                     |
| 2010 | Légió                                 | Legion                                | Gabriel              | Epres Attila        |
| 2010 | Robin Hood                            | Robin Hood                            | Little John          | Huszár Zsolt        |
| 2011 | A negyedik                            | I Am Number Four                      | Mogadori parancsnok  | Galambos Péter      |
| 2011 | Edwin Boyd                            | Citizen Gangster                      | Lenny Jackson        | Bognár Tamás        |
| 2011 | Vasököl                               | Real Steel                            | Ricky                | Stohl András        |
| 2012 | Cosmopolis                            | Cosmopolis                            | Torval               | Pál Tamás           |
| 2012 | A Kaptár – Megtorlás                  | Resident Evil: Retribution            | Barry Burton         | Sarádi Zsolt        |
| 2012 | Sötét titkok                          | A Dark Truth                          | Tor                  | Welker Gábor        |
| 2013 | Ördöglakat                            | Devil's Knot                          | John Mark Byers      | Élő Balázs          |
| 2013 | A megálló                             | Fruitvale Station                     | Caruso rendőrtiszt   | Zöld Csaba          |
| 2013 | A végzet ereklyéi: Csontváros         | The Mortal Instruments: City of Bones | Emil Pangborn        | Karácsonyi Zoltán   |
| 2014 |                                       | Dark Was the Night                    | Paul Shields         |                     |
| 2014 | Téli mese                             | Winter's Tale                         | Cesar Tan            | Jakab Csaba         |
| 2014 | Noé                                   | Noah                                  | Rameel               | Sarádi Zsolt        |
| 2014 | A fogoly                              | The Captive                           | Mika                 | Rosta Sándor        |
| 2014 |                                       | Garm Wars: The Last Druid             | Skellig 58           |                     |
| 2017 | Haláli csajok                         | Tragedy Girls                         | Lowell Orson Lehmann | Dolmány Attila      |
| 2018 | Testépítők                            | Bigger                                | Bill Hauck           | Tóth Roland         |
| 2018 |                                       | Take Point                            | Markus               |                     |
| 2019 | Elszabadult fenevadak                 | Primal                                | Richard Loffler      | Király Attila       |
| 2021 | Veszélyes                             | Dangerous                             | Cole                 | Dolmány Attila      |
| 2024 | Abigail                               | Abigail                               | Peter                | Zöld Csaba          |
| 2024 | A majmok bolygója: A birodalom        | Kingdom of the Planet of the Apes     | Proximus Cézár       | Ficzere Béla        |
| 2025 | Óvakodj a bohóctól                    | Clown in a Cornfield                  | Arthur Hill          | Király Attila       |
| 2025 | Csupasz pisztoly                      | The Naked Gun                         | Sig Gustafson        | Debreczeny Csaba    |

### Televízió
| Év                            | Magyar cím                        | Eredeti cím                            | Szerep                                | Megjegyzés                                                               |
| ----------------------------- | --------------------------------- | -------------------------------------- | ------------------------------------- | ------------------------------------------------------------------------ |
| 1997                          |                                   | Exhibit A: Secrets of Forensic Science | John Greer                            | 1 epizód                                                                 |
| 1999                          | Magánháború                       | Hard Time: Hostage Hotel               | Kenny, Flynn embere                   | tévéfilm                                                                 |
| 2000                          | Végtelen határok                  | The Outer Limits                       | Alan                                  | 1 epizód                                                                 |
| 2000                          | Vészhelyzet                       | ER                                     | Mr. Mooney                            | 1 epizód                                                                 |
| 2000                          | Csillagkapu                       | Stargate SG-1                          | Lord Zipacna                          | 3 epizód                                                                 |
| 2000–2001                     |                                   | Beggars and Choosers                   | Cliff                                 | 6 epizód                                                                 |
| 2001–2005                     | Androméda                         | Andromeda                              | VX / Elysian                          | 3 epizód                                                                 |
| 2001–2002                     | Sötét angyal                      | Dark Angel                             | Joshua                                | 14 epizód                                                                |
| 2002                          | Harmadik típusú emberrablások     | Taken                                  | hajléktalan férfi a vonaton           | minisorozat                                                              |
| 2003                          | Haláli hullák                     | Dead Like Me                           | Chuck                                 | 1 epizód                                                                 |
| Tarzan                        | Tarzan                            | Gregory Creal / Trevor Whedon          | 1 epizód                              |                                                                          |
| Apámért                       | Mob Princess                      | Claudio                                | tévéfilm                              |                                                                          |
| 2004                          | Hölgyem, Isten áldja!             | The Goodbye Girl                       | Earl                                  | tévéfilm                                                                 |
| Ördögi nyomozó                | Touching Evil                     | Jay Swopes ügynök                      | 12 epizód                             |                                                                          |
| 2005                          | A gyűjtő                          | The Collector                          | Az ördög / Buszsofőr                  | 1 epizód                                                                 |
| 2005                          | A küszöb                          | Threshold                              | Crewman Sonntag                       | 2 epizód                                                                 |
| 2005                          | CSI: A helyszínelők               | CSI: Crime Scene Investigation         | Connor Daly                           | 1 epizód                                                                 |
| 2006                          | Kyle, a rejtélyes idegen          | Kyle XY                                | rendőr a pártban                      | 1 epizód                                                                 |
| 2006                          | Holtsáv                           | The Dead Zone                          | Cabot                                 | 1 epizód                                                                 |
| 2006                          | Visszaszámlálás                   | 12 Hours to Live                       | John Carl Lowman                      | tévéfilm                                                                 |
| 2006                          | Nyomtalanul                       | Without a Trace                        | Travis Holt                           | 1 epizód                                                                 |
| 2007                          | CSI: Miami helyszínelők           | CSI: Miami                             | Mike Newberry                         | 1 epizód                                                                 |
| Shark – Törvényszéki ragadozó | Shark                             | Rick Carris                            | 1 epizód                              |                                                                          |
| 2008–2010                     | Lost – Eltűntek                   | Lost                                   | Martin Keamy                          | 11 epizód                                                                |
| 2010–2016                     | Amerikai fater                    | American Dad!                          | CIA-s férfi (hangja)                  | 1 epizód                                                                 |
| 2012                          | Doye és Doyle – Ketten bevetésen  | Republic of Doyle                      | Donnie Squires                        | 1 epizód                                                                 |
| 2014–2017                     | The Strain – A kór                | The Strain                             | Vasiliy Fet                           | 41 epizód                                                                |
| 2015–2016                     | Vikingek                          | Vikings                                | A vándor / Harbard                    | 6 epizód                                                                 |
| 2017                          |                                   | Trial & Error                          | Rutger Hiss                           | 4 epizód                                                                 |
| 2017–2018                     | Voltron: A legendás védelmező     | Voltron: Legendary Defender            | King Zarkon / Mar parancsnok (hangja) | 5 epizód                                                                 |
| 2018                          | Nagypályások                      | Ballers                                | Werner Thompson                       | 6 epizód                                                                 |
| 2019                          | Mocsárlény: A sorozat             | Swamp Thing                            | Jason Woodrue / Növényember           | 10 epizód                                                                |
| Wu Wei: Az öt elem küzdelme   | Wu Assassins                      | James Baxter / Earth Wu                | 1 epizód                              |                                                                          |
| 2020                          | Scooby-Doo és (sz)társai          | Scooby-Doo and Guess Who?              | Jean Lebeau (hangja)                  | 1 epizód                                                                 |
| 2021–2022                     | Locke & Key – Kulcs a zárját      | Locke & Key                            | Frederick Gideon                      | - visszatérő szerep (2. évad, 3 epizód) - főszerep (3. epizód, 8 epizód) |
| 2022–2023                     | Pantheon                          | Pantheon                               | Anssi (hangja)                        | 9 epizód                                                                 |
| 2023                          | Apu, az intergalaktikus fejvadász | My Dad the Bounty Hunter               | Chakalau (hangja)                     | 4 epizód                                                                 |
| 2023                          |                                   | Essex County                           | Jimmy                                 | 5 epizód                                                                 |